# Zatheria
De Zatheria zijn een klade van de zoogdieren die ontstond tijdens het Mesozoïcum.
De klade werd in 1975 door Malcolm Carnegie McKenna gedefinieerd als de groep bestaande uit de laatste gemeenschappelijke voorouder van Peramus en de huidige buideldieren en placentadieren; en al zijn afstammelingen. De naam betekent de 'bij uitstek (zoog)dieren' omdat de Monotremata vermoedelijk werden uitgesloten. Ook mensen zijn zatheriërs.
De groep onderscheidt zich door een slijtfacet in het talonide, het bekken op de kiezen van de onderkaak. Dit 'facet 5' strekt zich bij basale leden uit over de achterkant van het metaconide, met als gevolg dat zich een duidelijke kam ontwikkelt, een metacristide, op de distale zijde. Deze kam ligt op één lijn met de  crista obliqua die zich naar binnen en voren uitstrekt van het hypoconide af. Dit kenmerk verdwijnt bij afgeleide leden van de groep al snel.